# Varappuzha
Varappuzha é uma vila no distrito de Ernakulam, no estado indiano de Kerala.

## Demografia
Segundo o censo de 2001, Varappuzha tinha uma população de 24 516 habitantes. Os indivíduos do sexo masculino constituem 48% da população e os do sexo feminino 52%. Varappuzha tem uma taxa de literacia de 84%, superior à média nacional de 59,5%: a literacia no sexo masculino é de 85% e no sexo feminino é de 83%. Em Varappuzha, 11% da população está abaixo dos 6 anos de idade.